# 天興 (熬羅孛極烈)
天興（てんこう）は、金代に孛極烈が皇帝を自称し建てた私年号。1147年。

## 西暦との対照表
| 天興 | 元年    |
| 西暦 | 1147年  |
| 干支 | 丁卯    |
| 金   | 皇統7年 |